# Lenguas del río Cross
Las lenguas del río Cross o lenguas del delta del Cross son una rama de las lenguas Benué-Congo habladas principalmente en estado nigeriano de Cross River.

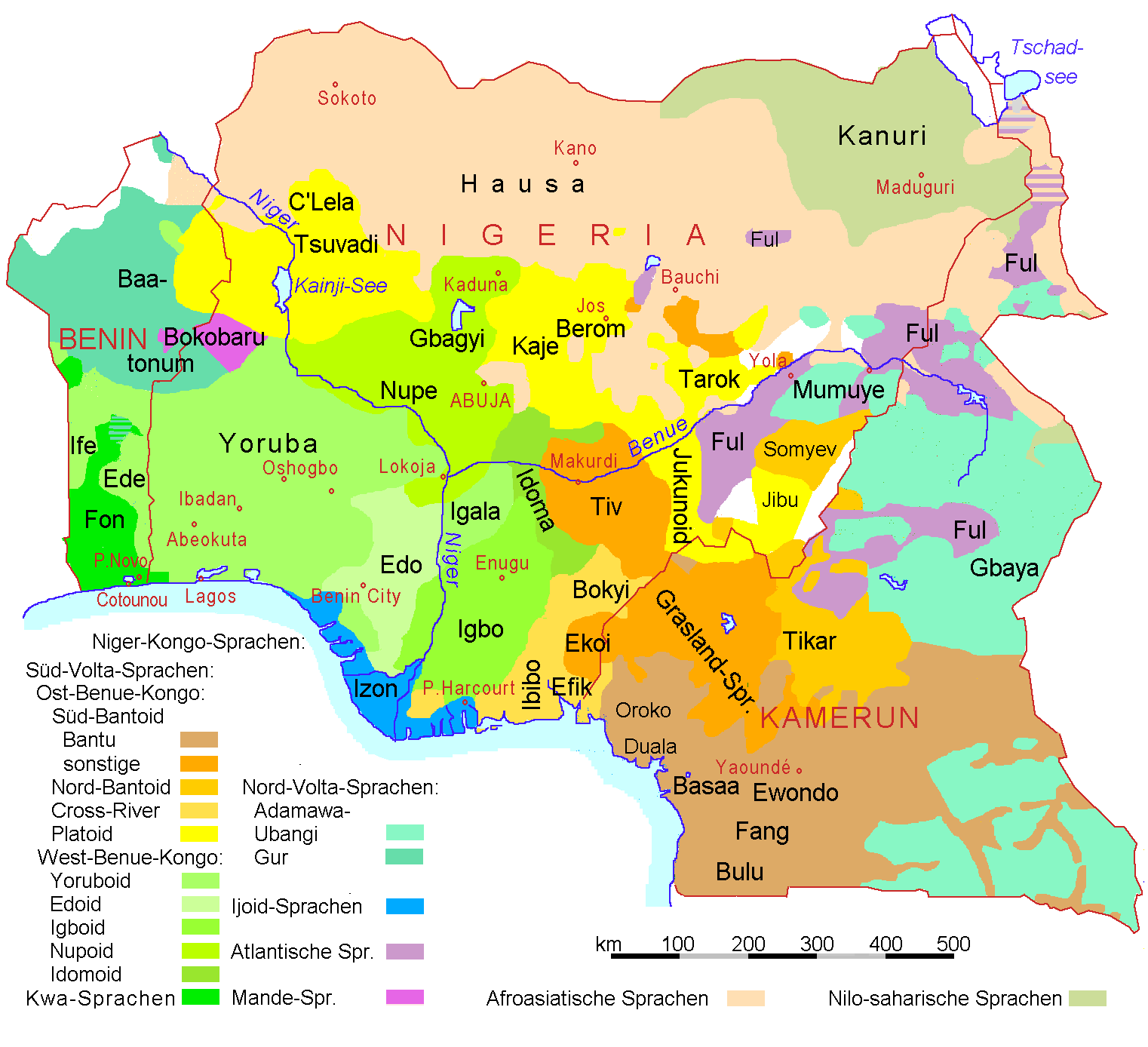
Lenguas de Nigeria y Camerún, las lenguas del río Cross están en anarajado.

## Clasificación
La unidad filogenética de las lenguas del río Cross diferentes del grupo bendi (llamadas más específicamente delta-Cross) se considera bien fundamentada. Las lenguas bendi constituyen un grupo divergente clasficado junto con las lenguas delta-Cross y su inclusión sigue siendo dudosa.
Las lenguas delta-Cross tiene cuatro ramas, dos de ellas (grupo del alto Cross, grupo del bajo Cross) ocupan la cuenca del río Cross y el resto de ramas (ogoni, central-delta) se extienden hasta la mitad oriental del delta del Níger. Estos territorios desde áreas selváticas montañosas, pasando por llanuras aluviales y de la sabana hasta manglares pantanosos.

### Lenguas de la familia
Usualmente las lenguas del río Cross se dividen en cinco ramas:
- Lenguas delta-Cross
  - Grupo del Cross central, formado por 8 lenguas, la que tiene más hablantes es el ogbia con unos 100 mil hablantes.
  - Grupo Ogoni, formado por las 5 lenguas, entre las que destacan el ogoni (khana) propiamente dicho con unos 200 mil hablantes.
  - Grupo del alto Cross, formado por 22 lenguas, la que tiene más hablantes es el lokaa con 120 mil hablantes.
  - Grupo del bajo Cross, formado por 23 lenguas, que incluyen el ibibio-efik con 3,5 millones de hablantes.
- Lenguas bendi

## Comparación léxica
Los numerales para diferentes lenguas del río Cross son:
| GLOSA | Delta-Cross        | Delta-Cross     | Delta-Cross       | Delta-Cross       | Bendi     | PROTO- CROSS |
| GLOSA | PROTO- CROSS Cen.  | PROTO- OGONI    | PROTO- Alto CROSS | PROTO- Bajo CROSS | Bekwarra  | PROTO- CROSS |
| ----- | ------------------ | --------------- | ----------------- | ----------------- | --------- | ------------ |
| '1'   | *-nin <*-ɗin       | *-ɗĩ            | *gʷá-nì           | *cèːdĩ            | kìn i-ri- | *-ɗĩ         |
| '2'   | *-waːl             | *-ba            | *-ppán            | *-bà              | -hà       | *-βari       |
| '3'   | *-taːr             | *-tàː           | *-ttáɗ            | *-tá              | -cià      | *-tarĩ       |
| '4'   | *-na(i)            | *-tã-nĩ         | *-nàŋì            | *-nìàŋ            | -nè       | *-naŋi       |
| '5'   | *-woʔ<(*-gbo?)     | *-vòː           | *-tân *-gbɔ       | *-tíòn            | -dyaŋ     | *-tiã        |
| '6'   | *oɗ+diːn           | *               | *5+1              | *tíò(n)-cèːn      | -dyaàkìn  | *5+1         |
| '7'   | *oɗ+wal            | *ɛ̀rà-ba         | *5+2              | *-tíò(n)-bà       | -dièhà    | *5+2         |
| '8'   | *-ba-i-na(i) (2x4) | *ɛ̀rà-tàː        | *5+3              | *-tíò(n)tá        | -diècià   | *5+3         |
| '9'   | *-suwo             | *sirã ob        | *5+4              | *5+4 *10-1        | -diènè    | *5+4         |
| '10'  | *-ɗi-oβ            | *-lob (<*ɗ-ob?) | *dyòɓ             | *-ɗuob            | iri-fo    | *-ɗi-ob      |